# 1928 az irodalomban
Az 1928. év az irodalomban.

## Események
- Májusban Kolozsvárt megjelenik az Erdélyi Helikon című szépirodalmi és kritikai folyóirat, főszerkesztője Kisbán Miklós (Bánffy Miklós). A Helikoni közösség nevű írócsoport lapja 1944. szeptemberig állt fenn.
- A Magyar Könyvkiadók és Könyvkereskedők Országos Egyesülete 1928-ban töltötte be fennállásának ötvenedik évét. Az ún. Csonka-Magyarország területén ebben az évben 4460 mű jelent meg 5474 kötetben. A megjelent művek kb. egyötöde szépirodalmi könyv, főként regény; a regények mintegy fele fordítás. A verses könyvek egy-egy kiadásának példányszáma átlag 500-ra, a regényeké kiadásonként 1000-re tehető. (A gazdasági válság hatására a következő néhány évben a kiadványok száma csökkent).[1]

## Megjelent új művek

### Próza
- André Breton regénye: Nadja
- Ferreira de Castro portugál író regénye: Emigrantes (Honkeresők)
- Agatha Christie: The Mystery of the Blue Train (A kék express)
- Ford Madox Ford: Last Post (Az utolsó pillér); a Parade's End című tetralógia (1924–1928) befejező kötete
- André Gide: Le Retour du Tchad (Visszatérés a Csád-tótól), útleírás
- Martín Luis Guzmán mexikói író regénye: El águila y la serpiente (A sas és a kigyó)
- Aldous Huxley regénye: Point Counter Point (Pont és ellenpont, illetve A végzet bábjátéka)[2]
- Erich Kästner ifjúsági regénye: Emil és a detektívek (Emil und die Detektive)
- D. H. Lawrence regénye: Lady Chatterley szeretője (Lady Chatterley’s Lover)
- André Malraux francia író regénye: Les Conquérants (Hódítók)
- François Mauriac: Destins (Sorsok)
- A. A Milne gyermekkönyvének második kötete: Micimackó kuckója (The House at Pooh Corner)
- Ilja Ilf és Jevgenyij Petrov szatirikus regénye: Tizenkét szék  (Двенадцать стульев)
- Arthur Schnitzler regénye: Therese. Chronik eines Frauenlebens (Teréz. Egy asszonyélet krónikája)
- Upton Sinclair „dokumentarista” regénye: Boston
- Elkezdődik Mihail Solohov orosz író négykötetes regénye, a Csendes Don publikálása folytatásokban. Az első három kötet az Oktyabr című folyóiratban jelenik meg (1928–1932), a negyedik kötet a Novij Mirben (1937–1940)
- Mika Waltari finn író regénye: Suuri illusioni (A nagy illúzió)
- Franz Werfel
  - elbeszélése: Der Tod des Kleinbürgers (A kispolgár halála)
  - regénye: Der Abituriententag (Az érettségi találkozó)
- Virginia Woolf regénye: Orlando

### Költészet
- Carl Sandburg verseskötete: Good Morning, America (Jó reggelt, Amerika!), benne a címadó, 21 részből álló hatalmas költemény[3]
- Federico García Lorca egyik leghíresebb kötete: Romancero gitano (Cigányrománcok)
- W. B. Yeats kötete: The Tower (A torony)

### Dráma
- Bertolt Brecht színpadi műve: Koldusopera (Die Dreigroschenoper), bemutató
- Mihail Bulgakov: Bagrovij osztrov [Багровый остров] (Bíbor sziget), bemutató
- Jean Giraudoux drámája: Siegried, bemutató
- Roger Martin du Gard: La gonfle (A vízdaganat)
- Victor Eftimiu román költő, drámaíró színműve: Omul care a văzut moartea (Az ember, aki látta a halált)
- Eugene O’Neill:
  - Marco Millions (A milliomos Marco, 1923–25; bemutató: 1928)
  - Lazarus Laughed (A nevető Lázár, 1925–26) hatalmas és előadhatatlan darab (egyszer előadták Pasadenában, 1928-ban)
  - Strange Interlude (Különös közjáték)
- Marcel Pagnol vígjátéka: Topaze (Topáz), bemutató
- Megjelenik nyomtatásban Miroslav Krleža horvát szerző színműve: Gospoda Glembajevi (magyar címe: Glembay Ltd), a Glembay-trilógia első darabja (a további két dráma az Agónia és a Léda)

### Magyar irodalom
- Illyés Gyula versei: Nehéz föld
- Dsida Jenő verseinek első kötete: Leselkedő magány
- Kosztolányi Dezső verseskötete: Meztelenül
- Tóth Árpád verseskötete: Lélektől lélekig, benne a címadó vers mellett t. k. az 1920-as évek első felében írt Körúti hajnal, Esti sugárkoszorú; Jó éjszakát!, stb.
- Móricz Zsigmond regénye: Úri muri
- Zilahy Lajos regénye: Valamit visz a víz
- Molnár Ferenc színműve: Olympia
- Babits Mihály: Az írástudók árulása (tanulmány)

## Születések
- március 4. – Alan Sillitoe angol író, költő, a „dühöngő ifjúság” néven ismert irodalmi, színházi, filmes mozgalom kiemelkedő szerzője († 2010)
- március 12. – Edward Albee amerikai drámaíró († 2016)
- március 30. – Tom Sharpe angol szatirikus író († 2013)
- május 28. – Szécsi Margit költő, grafikus, illusztrátor († 1990)
- július 16.  – Robert Sheckley amerikai sci-fi író († 2005)
- augusztus 16. – Juhász Ferenc magyar költő, szerkesztő († 2015)
- augusztus 28. – Bécsy Tamás színháztörténész, esztéta, kritikus; drámaelméleti munkái és modelljei úttörő jelentőségűek († 2006)
- szeptember 30. – Elie Wiesel Nobel-békedíjas (1986) amerikai zsidó író, politikai aktivista († 2016)
- november 8. – Galgóczy Árpád magyar költő, műfordító († 2022)
- november 11. – Carlos Fuentes, az egyik legismertebb modern mexikói író († 2012)
- december 12. – Csingiz Ajtmatov kirgiz és orosz nyelven egyaránt alkotó kirgiz író, a kirgiz irodalom legjelentősebb alakja († 2008)
- december 16. – Philip K. Dick amerikai sci-fi író, aki a műfajt alapjaiban változtatta meg († 1982)

## Halálozások
- január 11. – Thomas Hardy angol költő, író (* 1840)
- március 21. – Ferenczy József irodalomtörténész (* 1855)
- november 7. – Tóth Árpád költő, műfordító (* 1886)
- november 21. – Hermann Sudermann német író (* 1857)